# Tetraodorhina laevigata
Tetraodorhina laevigata är en skalbaggsart som beskrevs av Moser 1911. Tetraodorhina laevigata ingår i släktet Tetraodorhina och familjen Cetoniidae. Inga underarter finns listade i Catalogue of Life.